# Москвин, Василий Павлович
Васи́лий Па́влович Москви́н (род. 28 ноября 1957, Феодосия, Крымская область УССР) — советский и российский лингвист, доктор филологических наук, профессор, почётный работник высшего профессионального образования РФ, лауреат премии Волгоградской области в сфере науки и техники (2009). Член диссертационного совета Д 212.027.03 при ВГСПУ.

## Деятельность
В 1980 году окончил филологический факультет Киевского государственного университета им. Т. Г. Шевченко.
С 1980 по 1994 годы работал в Киевском государственном педагогическом институте иностранных языков.
С 1994 года — профессор, с 2018 — Почётный доктор ВГСПУ.
Преподаваемые дисциплины: Стилистика, Стилистика и литературное редактирование, Педагогическая риторика, Аргументативная риторика, Культура речи, Сложные вопросы современного русского языка.

## Труды
Сфера научных интересов: стилистика, риторика и теория аргументации, семантика, теория нормы, акцентология и орфоэпия, стиховедение. В. П. Москвин — автор более двухсот научных и научно-методических работ, труды включены в рабочие программы Высшей школы экономики (программа «Классическая риторика и новая техника представления знания»), Института русского языка им. А. С. Пушкина (программа «Поэтическое реалити-шоу как инструмент формирования когнитивной компетенции обучающихся»), Литературного института им. А. М. Горького (программа «Теоретическая стилистика русского языка»), Московского городского педагогического университета (программа «Лингвориторические основы методики развития речи младших школьников»), Московского государственного университета им. М. В. Ломоносова (программа курса «Риторика»), Российского государственного гуманитарного университета («Программа для поступающих в магистратуру на направление подготовки 45.04.01 „Филология“») и др.

###### Монографии
- Теория текста: Спорные вопросы. Изд-во «Флинта», 2024.
- Русская метафора. Опыт семиотического описания. Изд. 5-е, сущ. перераб. и доп., изд-во URSS, 2024.
- Риторика и теория коммуникации: Виды, стили и тактики речевого общения: В 2-х т. Т. 1. Общие вопросы. Т. 2. Выразительные средства языка: Тропы и фигуры (технология усиления речи). Изд. 2, перераб. и доп., изд-во URSS, 2024.
- Медиалингвистика в современной научной парадигме / Клушина Н. И., Москвин В. П., Гудков Д.Б., Ицкович Т. В., Чернейко Л. О., Николаева А. В., Карасик В. И., Борисова Е. Г., Широкова Е. Г., Селезнева Л. В., Васильченко М. А., Тошович Б.; под ред. Н. И. Клушиной, Т. В. Ицкович, Л. В. Селезневой. Изл-во "Флинта", 2024.
- Категория комического. Опыт лингвистического анализа. Изд-во «Флинта», 2023.
- Теоретические основы стилистики. Изд. 4, перераб. и доп., изд-во «Флинта», 2023. 563 с. Рец. на 1-е изд.: Halina Bartwicka. Recenzje: Василий Москвин, Теоретические основы стилистики, Москва, Наука, 2016, 277 сс. // Slavia Orientalis. T. LXVII. 2018. № 3[12].
- Методы и приёмы лингвистического анализа. Изд. 5, изд-во «Наука-Флинта», 2023[13].
- Ритмические средства языка: Фигуры и стили. Изд. 2, изд-во «Флинта», 2023[14]. Рец. на 1-е изд.: Казак Е. А. Москвин В. П. Ритмические средства языка: Фигуры и стили. Москва: Флинта, 2020. 560 с. // Социальные и гуманитарные науки. Отечественная и зарубежная литература. Серия 6: Языкознание. Реферативный журнал / Ин-т науч. информации по общественным наукам Российской академии наук. 2021. № 2. С. 173—179.[15].
- Стилистика славянских стран на рубеже XX-XXI веков / Е. А. Баженова, А. К. Гадомский, В. І. Іўчанкаў, Т. В. Ицкович, Н. И. Клушина,  Н. А. Купина,  Т. В. Матвеева,  В. П. Москвин, О. Б. Сиротинина,  М. А. Ширинкина. Изд-во «Флинта», 2023. Рец.: Шмелева Т. В. Панорама славянской стилистики // VERBA. Северо-Западный лингвистический журнал. 2023. № 5, С. 86–97; Lemac T. Stilistika Slovenskih zemalja na razmeđu dvaju vijekova // Актуальные проблемы стилистики. № 9. МГУ, 2023. С. 173–176.
- Поэтика неясности. Комментарии и расшифровка тёмных мест в стихотворных текстах О. Мандельштама. Изд. 2, изд-во «Флинта», 2022 (Изд. 1 — М.: Изд-во «Флинта», 2021[16]).
- Эвфемизмы в лексической системе современного русского языка. Изд. 5, изд-во URSS, 2017.
- Интертекстуальность: Понятийный аппарат. Фигуры, жанры, стили. Изд. 3, изд-во URSS, 2015.
- Семантическая структура и парадигматические связи полисеманта (на примере слова судьба): лексикографический аспект. Волгоград, 1997. Рец.: Гольдин В. Е. Загадка «судьбы» // Филологические записки. Изд-во Ворон. гос. ун-та, 1999. Вып. 12[17].
- Семантика и синтаксис русского глагола. Киев: Изд-во Киев. гос. пед. ин-та иностр. языков, 1993. Рец.: Федосов И. А. // Филология-Philologica. 1993. № 1; анализ данной монографии, а также идеографического словаря, разработанного на основе изложенной в ней концепции: Сватко Ю. И. Новые горизонты описания русской лексики // Collegium. 1993. № 2[18] .

###### Диссертации
- Семантика и синтаксис русского глагола: Дис. … докт. филол. наук. Киев, 1993. Оппоненты: А. В. Бондарко (Ин-т лингвистич. исследований РАН), М. В. Всеволодова (МГУ), Г. Г. Инфантова (Таганрогский гос. пед. ин-т); вед. организация — Ин-т рус. языка РАН (рец. Г. А. Золотова).
- Лексико-грамматические средства выражения инструментальности в современном русском языке: Дис. … канд. филол. наук. Киев, 1988. Научный консультант — чл.-корр. АН УССР В. В. Акуленко. Оппоненты: О. Б. Сиротинина (Саратовский гос. ун-т), Ю. С. Долгов (Могилёвский гос. пед. ин-т); вед. организация — Киевский гос. пед. ин-т (рец. Н. Н. Пилинский).

Словари
- Язык поэзии. Приёмы и стили. Терминологический словарь. Изд. 5, изд-во «Флинта», 2025. 500 экз. Рец. на 1-е изд.: Клушина Н. И. Поэтическая речь: от А до Я // Медиаскоп. МГУ, 2017. Вып. 3[20].
- Выразительные средства современной русской речи. Тропы и фигуры: Терминологический словарь. Изд. 3, изд-во Феникс, 2007. 5000 экз.[21]
- Краткий идеографический словарь сочетаемости. Киев: Изд-во «Світ», 1992. 5000 экз. Рец.: Миниярова И. М., Гафарова Г. В. // Теория поля в современном языкознании. Вып. IV. Изд-во Башкир. гос. ун-та, 1997; Сватко. Ю. И. Новые горизонты описания русской лексики // Collegium. 1993. № 2[18] .

Учебники и учебные пособия:
- Риторика и теория аргументации. Учебник для вузов. 3-е изд., перераб. и доп, Изд-во «Юрайт», 2019. (Серия: Бакалавр. Академический курс)[22].
- Стилистика русского языка: Теоретический курс. Изд. 4, изд-во Феникс, 2006. 5000 экз. Рец. на 1-е изд.: Инфантова Г. Г., Чесноков П. В. // Русский язык в школе. 2001. № 6. С. 98 — 100. Рец. на 4-е изд.: Исаев Г. Г., Кайгородова И. Н. // Русская речь. М.: Наука, 2007. № 3. С. 125—127[23].
- Правильность современной русской речи. Норма и варианты: Теоретический курс для филологов. Изд. 2, изд-во Феникс, 2006. 5000 экз. (3-е изд., исправл. Изд-во «Наука-Флинта», 2016; 7-е изд., стереотип. Изд-во «Наука-Флинта», 2023)[24].

##### Основные статьи
1. Работы по теории стиля:
- Категория неясности: таксономия и лингвокреативный потенциал // Вестник Томского государственного университета. Филология. 2022. № 77[25].
- On stylistic devices as style elevators in the Russian language // Russian linguistics . Vol. 41. 2017. № 3[26].
- К типологии речевых образов // Известия РАН . Сер. лит. и яз. Т. 63. 2004. № 2 (рец. М. Л. Гаспаров)[27].
- Бурлескный стиль: опыт типологии // Известия Российской академии наук. Сер. лит. и яз. Т. 70. 2011. № 6[28] .
- Макароническая речь: история и типология // Научные доклады высшей школы: Филологические науки. 2011. № 5.
- Художественный стиль как система // Научные доклады высшей школы: Филологические науки. 2006. № 2.
- О стилевой системе русского языка // Русский язык в школе . 2016. № 4[29].
- Роль Н. М. Карамзина в развитии русского литературного языка // Русский язык в школе. 2016. № 12[30].
- Вопрос о стилях языка и стилях речи // Актуальные проблемы стилистики (№ 2) / Ред. Г. Я. Солганик. МГУ, 2016[31].
- Стилистический облик современной русской поэзии // Актуальные проблемы стилистики (№ 6) / Ред. Н. И. Клушина. МГУ, 2020[32].
- Гротескный стиль: типология, история вопроса// Актуальные проблемы стилистики (№ 3) / Ред. Н. И. Клушина. МГУ, 2017[33].
- О месте церковно-религиозной речи в системе русского языка // Актуальные проблемы стилистики (№ 5) / Ред. Н. И. Клушина. МГУ, 2019[34].
- Художественный стиль // Актуальные проблемы стилистики (№ 7) / Ред. Н. И. Клушина. МГУ, 2021[35].
- О категориях лексической стилистики // Русский язык в школе. 2017. № 7[36].
- О категориях словообразовательной стилистики // Русский язык в школе. 2016. № 3[37].
- О категориях морфологической стилистики // Русский язык в школе. 2016. № 5[38].
- О категориях синтаксической стилистики // Русский язык в школе. 2016. № 6[39].
- О предмете и категориях стилистики текста // Русский язык в школе. 2016. № 9[40].
- О механизмах публичной речи // Русский язык в школе. 2013. № 6[41].
- Разговорный стиль как система // Русская речь . 2005. № 4[42].
- К истокам теории трёх стилей // Русская речь. 2012. № 2[43].
- Точность и неточность как стилистические категории // Русский язык в школе. 2002. № 6[44].

2. По теории тропов и фигур:
- Эвфемизмы: системные связи, функции и способы образования // Вопросы языкознания. 2001. № 3 (рец. Л. П. Крысин)[45].
- О подходах к определению понятия ‘троп’ // Известия Российской академии наук. Сер. лит. и яз. Т. 72. 2013. № 2[46].
- О зевгме, её разновидностях и смежных явлениях // Известия Российской академии наук. Сер. лит. и яз. Т. 69. 2010. № 5 (рец. Э. М. Береговская)[47].
- Тропы и фигуры: параметры общей и частных классификаций // Научные доклады высшей школы: Филологические науки. 2002. № 4.
- Каламбур: приёмы создания и языковая основа // Русская речь. 2011. № 3[48].
- Лингвистическая стилизация и пародия // Русская речь. 2004. № 2[49].
- Эпитет в художественной речи // Русская речь. 2001. № 4[50].
- О разновидностях перифразы // Русский язык в школе. 2001. № 1.
- Антитеза или оксюморон? // Русский язык в школе. 2000. № 2.
- Типология повторов как стилистической фигуры // Русский язык в школе. 2000. № 5.

3. По теории аргументации:
- Топика и инвенция // Русская речь. 2010. № 2[51].
- О типах и формах аргументации к авторитету // Русская словесность. 2007. № 6.

4. По семантике:
- Двусмысленность речи: стилистический аспект // Вестник Томского государственного университета. Филология. 2021. № 70[52].
- О типологии семантических переносов // Известия Российской академии наук. Сер. лит. и яз. Т. 75. 2016. № 3 (рец. Л. П. Крысин)[53].
- Понятие ‘символ’: опыт параметрического анализа // Научные доклады высшей школы: Филологические науки. 2014. № 1.
- О возможностях функционального анализа при разведении синонимов (на примере слов дух и запах) // Русистика сегодня. М.: Наука, 2000. № 1 — 2.
- Русская метафора: параметры классификации // Научные доклады высшей школы: Филологические науки. 2000. № 2[54]..
- О структурных типах русской метафоры // Русский язык в школе. 1999. № 5.
- О приёмах семантического акцентирования // Русская речь. 2006. № 2[55].
- К определению понятия «аллегория» // Русская речь. 2006. № 4[56].

5. По жанроведению и теории текста:
- Речевой жанр хрии: история изучения и типология // Жанры речи. 2015. № 2(12)[57].
- К обоснованию понятия ‘фигуративный жанр’ // Жанры речи. 2013. № 1(9).
- Понятие текста и критерии текстуальности // Русская речь. 2012. № 6[58].
- К соотношению понятий «речевой жанр», «текст» и «речевой акт» // Жанры речи. Вып.4. Саратов, 2005[59].

6. По теории интертекста:
- Цитирование, аппликация, парафраз: к разграничению понятий // Научные доклады высшей школы: Филологические науки. 2002. № 1.
- К уточнению понятия «аллюзия» // Русская речь. 2014. № 1[60].
- Методика интертекстуального анализа // Известия Волгоградского государственного педагогического университета. 2015. № 3[61].
- Интертекстуальность: категориальный аппарат и типология // Известия Волгоградского государственного педагогического университета. 2013. № 6[62].
- О цитировании, его видах и функциях // Русский язык в школе. 2013. № 10[63].

7. По вопросам литературной нормы и ортологии:
- Лабиальный сингармонизм как источник фонематической вариативности // Научные доклады высшей школы: Филологические науки. 2019. № 6.
- Defective verbs: towards a terminological clarification // Russian linguistics. Vol. 39. 2015. № 2.
- Ударение в именах существительных мужского рода с консонантной концовкой: норма и варианты // Русский язык в школе. 2018. № 6.
- Ориентация на старшую норму как основа культурно-речевой компетенции (На примере ударений в глаголах с концовкой -ить) // Русский язык в школе. 2015. № 10[64].
- Классификация речевых ошибок // Русский язык в школе. 2015. № 8[65].
- Удлинение звука в русском слове: риторический и орфоэпический аспекты // Русский язык в школе. 2015. № 5[66].
- Фрикативный [γ] в современном русском языке // Русский язык в школе. 2014. № 6[67].
- Явствен или явственен ? // Русская речь. 2003. № 2[68].

8. По стиховедению:
- Вопрос о типах и происхождении речевого ритма (фрагмент исторической поэтики) // Известия Волгоградского государственного социально-педагогического университета. Филологические науки. 2024. № 3(7). С. 88-97.
- Цезура как предмет лексикографического описания // Материалы метаязыкового семинара Института лингвистических исследований Российской академии наук. Вып. 3. 2017—2019 годы / Отв. ред. С. С. Волков, Н. В. Карева, Е. М. Матвеев. СПб.: ИЛИ РАН, 2020[69] .
- Ударение лексическое и ударение метрическое: разграничение понятий // Известия Российской академии наук. Серия литературы и языка. Т. 79. 2020. № 4[70].
- О ритмических механизмах версета (к библейским истокам) // Известия Российской академии наук. Серия литературы и языка. 2019. Т. 78. № 6[71].
- Стиховой перенос и стиховое членение: к разграничению понятий // Известия Российской академии наук. Серия литературы и языка. Т. 78. 2019. № 1[72].
- О типах ритма и приёмах ритмовки в русском языке // Studia Slavica Academiae Scientiarum Hungaricae . Vol. 61. 2016. № 1[73].
- О видах центона: опыт типологии // Известия Российской академии наук. Серия литературы и языка. Т. 73. 2014. № 3[74] .

9. По герменевтике:
- Стилистический анализ текста: современное состояние и пути совершенствования // Актуальные проблемы стилистики. Вып. 10. МГУ, 2024. С. 71-78.
- Стилистический анализ спектакля К.Г. Треплева как составной части пьесы А.П. Чехова «Чайка» // Известия Волгоградского государственного социально-педагогического университета. Филологические науки. 2024. № 1(5). С. 90-101.
- Контекстуальный анализ в практике медленного чтения (на материале русских стихотворных текстов) // Chinese Journal of Slavic Studies. Vol. 3. 2023. № 1. P. 33-52.[75].
- Восьмистишие № 11 О. Мандельштама: комментарии и расшифровка // Studia Slavica Academiae Scientiarum Hungaricae. 2023. Vol. 66, No. 2. P. 359-372.
- Стихотворение О. Мандельштама «Соломинка»: лингвистический комментарий // Известия Российской академии наук. Серия литературы и языка. 2023. Т. 82. № 2. С. 33-51 (рец. И. З. Сурат)[76].
- Сталинская «Ода» О. Мандельштама: комментарии языковеда // Вестник Томского государственного университета. Филология. 2023. № 82. С. 118–162.
- Стихотворение О. Мандельштама «За то, что я руки твои не сумел удержать…»: комментарии к темным местам // Известия Российской академии наук. Серия литературы и языка. 2022. Т. 81. № 2. С. 27-47[77].
- Стихотворение О. Мандельштама «Мастерица виноватых взоров…»: комментарии к темным местам // Известия Уральского федерального университета. Серия 2: Гуманитарные науки. 2022. Т. 24. № 4. С. 173—187[78].
- Восьмистишие № 11 О. Мандельштама: комментарии и расшифровка // Studia Slavica Academiae Scientiarum Hungaricae. Vol. 66. 2021. № 2[79].
- Стихотворение О. Мандельштама «Флейты греческой тэта и йота…»: поэтика неясности // Slavia Orientalis. T. LXX. 2021. № 2.[80].
- Инкогерентность как характеристика стихотворного текста (к трактовке образной системы О. Мандельштама) // Известия Российской академии наук. Сер. лит. и яз. Т. 80. 2021. № 4[81].
- Речевой портрет О. Мандельштама (К методике филологической оценки поэтического идиолекта) // Жанры речи. 2021. № 4 (32)[82].
- Стихотворение О. Мандельштама «Сохрани мою речь навсегда…»: к трактовке «темных» мест // Научные доклады высшей школы: Филологические науки. 2021. № 2.[83].
- Десять темных мест в поэзии О. Мандельштама: комментарии и расшифровка // Studia Slavica Academiae Scientiarum Hungaricae. Vol. 65. 2020. № 1[84].
- "Грозой снесённые мосты..." // Русская речь. 2001. № 3. С. 3-6.
- "Темное" слово судьба... // Русская речь. 1999. № 4. С. 56-58.

Редактирование:
- Интертекстуальность и фигуры интертекста в дискурсах разных типов: коллективная монография. Изд. 3. Изд-во «Наука-Флинта», 2016 (грант РГНФ, проект 13-04-00381).